# Nina Mienkienowa
Nina Enjajewna Mienkienowa (ros. Нина Эняевна Менкенова; ur. 15 stycznia 1995)  – rosyjska zapaśniczka startująca w stylu wolnym. Akademicka wicemistrzyni świata z 2016. 
Trzecia na MŚ U-23 w 2017. Wygrała ME U-23 w 2018 i trzecia w 2017. Mistrzyni Rosji w 2019; druga w 2016 i 2017; trzecia w 2018 i 2021 roku.